# Telescopio Subaru
Il telescopio Subaru (すばる望遠鏡 in giapponese) è uno dei telescopi dell'Osservatorio di Mauna Kea, nelle Hawaii.
Osserva alle lunghezze d'onda ottiche e infrarosse, ha uno specchio con un diametro di 8,2 m, una lunghezza focale di 15 m e una montatura altazimutale.
È stato costruito dall'Osservatorio Astronomico Nazionale del Giappone sulla cima del monte Mauna Kea (4139 m), nell'Isola di Hawaii, per studiare un vasto numero di fenomeni astronomici, dalla nascita delle stelle all'evoluzione delle galassie.

## Cronologia
- 1991   approvazione del progetto per la costruzione del telescopio.
- 1992  (giugno): inizio della costruzione della cupola sulla cima del monte Mauna Kea.
- 1995  (aprile): inizio dei test di assemblaggio del telescopio, in Giappone.
- 1997  (marzo): termine della costruzione della cupola.
- 1998  (novembre): arrivo dello specchio sul monte Mauna Kea.
- 1999  (gennaio): prima luce.
- 2000  (dicembre): apertura all'uso della comunità scientifica.

## Strumentazione
Sul Subaru possono essere montate diverse telecamere e spettrografi in quattro punti focali per osservazioni a lunghezze d'onda nel visibile e nell'infrarosso.
- (FOCAS) Faint Object Camera And Spectrograph: telecamera a luce visibile e spettrografo con capacità di acquisire spettri sino a 100 oggetti contemporaneamente, montati su focus Cassegrain.
- (HSC) Hyper Suprime-Cam: una fotocamera a campo lungo da 900 Megapixel (ultra-wide-field) montata nel 2012 e open a richiesta nel 2014 avente lente di sette elementi con alcuni di essi sino ad un metro di diametro[2] prodotti da Canon[3], utilizzata per le indagini di lensing debole per determinare la distribuzione della materia oscura.[4]
- (MOIRCS) Multi-Object Infrared Camera and Spectrograph

Telecamera a raggi infrarossi e spettrografo multi-oggetto: fotocamera a grande campo e spettrografo multi-oggetto con la possibilità di acquisire spettri di più oggetti contemporaneamente, montata sul fuoco Cassegrain
- Infrared Camera and Spectrograph (IRCS) Camera ad infrarossi e spettrografo: Utilizzato in combinazione con la nuova unità ad ottica adattiva a 188 elementi (AO188), montata sul fuoco Nasmyth ad infrarossi.

Cooled Mid Infrared Camera and Spectrometer (COMICS) Fotocamera nel medio infrarosso raffreddata e spettrometro: con la capacità di studiare polvere interstellare fredda, montata sul fuoco Cassegrain.
- Subaru Prime Focus Camera (Suprime-Cam) Camera Subaru sul primo fuoco: Camera per luce visibile a campo ampio, montata sul primo fuoco.
- High Dispersion Spectrograph (HDS) Spettrografo ad alta dispersione: in luce visibile montato sul fuoco ottico Nasmyth
- Fiber Multi Object Spectrograph (FMOS) Spettrografo multi oggetto a fibra: spettrografo a infrarossi che utilizzando fibre ottiche mobili riesce ad acquisire sino a 400 oggetti contemporaneamente. Montati sul primo fuoco.
- High-Contrast Coronographic Imager for Adaptive Optics (HiCIAO) Coronografo ad alto contrasto per ottiche adattive: telecamera ad infrarossi per la ricerca di pianeti intorno ad altre stelle  Utilizzato con la AO188, montato sul fuoco ad infrarossi Nasmyth.
- Subaru Coronagraphic estrema Adaptive Optics (SCExAO) Il coronografo Subaru ad ottica adattiva estrema (SCExAO) è un sistema di imaging ad alto contrasto per il rilevamento diretto di esopianeti. Utilizza una tecnologia chiamata Phase Induced Amplitude Apodization (PIAA) in grado di rilevare direttamente pianeti molto più vicini alle loro stelle del tradizionale coronografo che usa il metodo Lyot . Il sistema presenta anche diversi altri tipi di coronografo: il Vortex , quattro quadranti Phase Mask e 8-ottanti Phase Mask ed un coronografo a forma di pupilla.

## Risultati scientifici
- Antiche galassie: nel 2007 è stato rilevato il Deep Field Subaru, la luce più lontana scoperta, paragonabile al Campo profondo di Hubble, una galassia con redshift 7 corrispondente ad una distanza di circa 12,8 miliardi di anni luce.
- Il primo filamento galattico: in collaborazione con gli strumenti Vimos dell'ESO VLT e FOCAS del Subaru è stato trovato il più esteso filamento galattico dell'Universo primordiale distante circa 6,7 miliardi di anni luce e circa 10.000 volte la massa della Via Lattea[5]
- La galassia satellite più debole: con lo strumento HSC (Hyper Suprime-Cam) in dotazione al Subaru ed in collaborazione con la Dark Energy Survey è stata rilevata Virgo 1, una delle più deboli galassie satelliti della Via Lattea rilevabili con gli strumenti attuali.[6]